# Lekkoatletyka na Letnich Igrzyskach Olimpijskich 1968 – bieg na 10 000 m mężczyzn
Bieg na 10 000 metrów mężczyzn podczas XIX Letnich Igrzysk Olimpijskich w Meksyku rozegrano 13 października 1968 (finał) na Estadio Olímpico Universitario. Zwycięzcą został reprezentant Kenii Naftali Temu.

## Rekordy

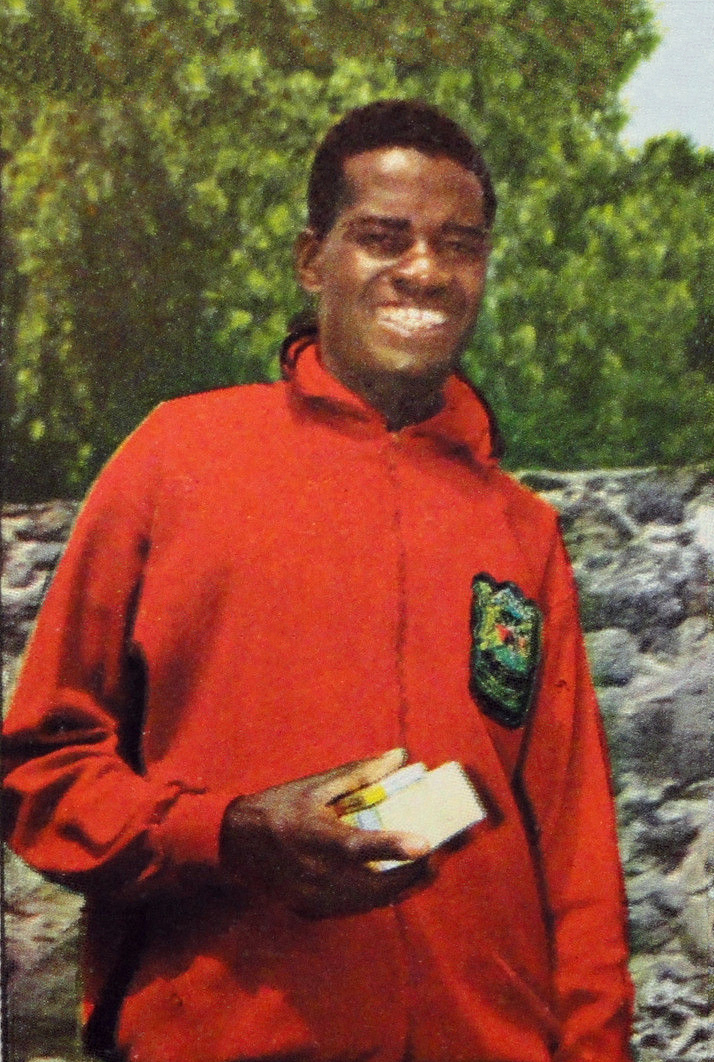
Naftali Temu

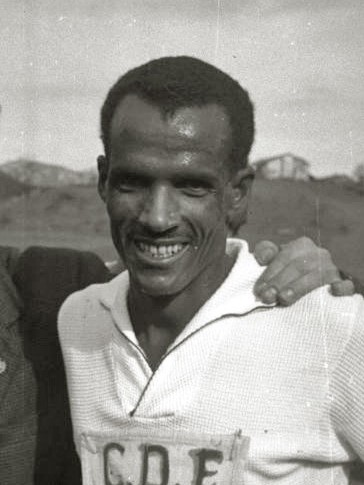
Mamo Wolde

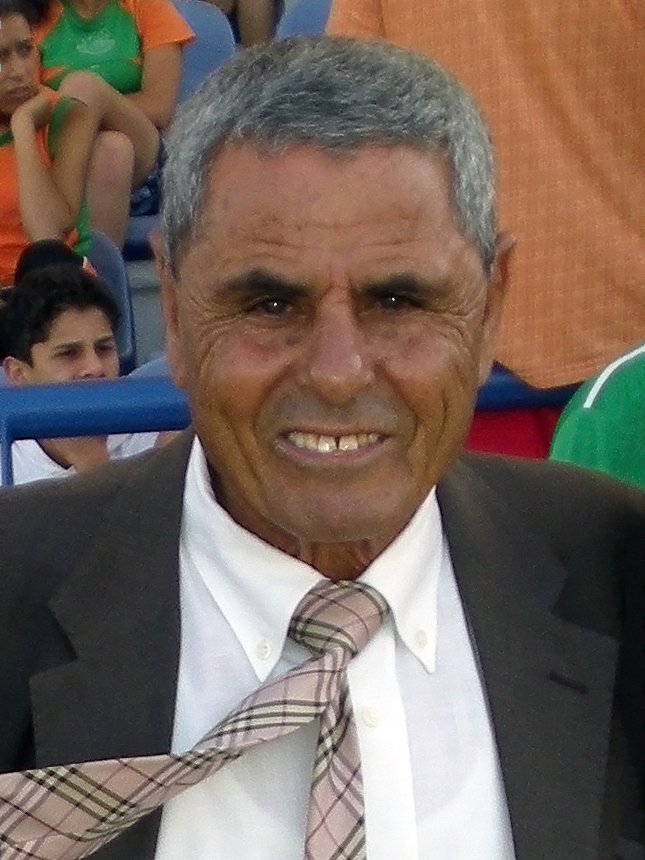
Mohammed Gammoudi

|                   | zawodnik    | narodowość        | czas    | data                      | miejsce |
| ----------------- | ----------- | ----------------- | ------- | ------------------------- | ------- |
| Rekord świata     | Ron Clarke  | Australia         | 27:39,4 | 14 lipca 1966(dts)        | Oslo    |
| Rekord olimpijski | Billy Mills | Stany Zjednoczone | 28:24,4 | 14 października 1964(dts) | Tokio   |

## Wyniki
| Poz. - pozycja |
| – rekord świata \| – rekord krajowy \| – rekord życiowy \| = – wyrównany rekord życiowy \| · – najlepszy wynik w sezonie \| = – wyrównany najlepszy wynik w sezonie \| – rekord olimpijski |
| Fn – falstart \| DNF – nie ukończył \| DNS – nie wystartował \| DSQ – zdyskwalifikowany |

### Finał
Rozegrano od razu bieg finałowy.
| Poz. | Zawodnik             | Narodowość        | Rezultat | Uwagi |
| ---- | -------------------- | ----------------- | -------- | ----- |
| 1    | Naftali Temu         | Kenia             | 29:27,4  |       |
| 2    | Mamo Wolde           | Etiopia           | 29:28,0  |       |
| 3    | Mohammed Gammoudi    | Tunezja           | 29:34,2  |       |
| 4    | Juan Martínez        | Meksyk            | 29:35,0  |       |
| 5    | Nikołaj Swiridow     | ZSRR              | 29:43,2  |       |
| 6    | Ron Clarke           | Australia         | 29:44,8  |       |
| 7    | Ron Hill             | Wielka Brytania   | 29:53,2  |       |
| 8    | Wohib Masresha       | Etiopia           | 29:57,0  |       |
| 9    | Nedo Farčić          | Jugosławia        | 30:01,2  |       |
| 10   | Álvaro Mejía         | Kolumbia          | 30:10,6  |       |
| 11   | Tracy Smith          | Stany Zjednoczone | 30:14,6  |       |
| 12   | Rex Maddaford        | Nowa Zelandia     | 30:17,2  |       |
| 13   | Mike Tagg            | Wielka Brytania   | 30:18,0  |       |
| 14   | Fikru Deguefu        | Etiopia           | 30:19,4  |       |
| 15   | Jürgen Haase         | NRD               | 30:24,2  |       |
| 16   | Tom Laris            | Stany Zjednoczone | 30:26,2  |       |
| 17   | Łeonid Mykytenko     | ZSRR              | 30:46,0  |       |
| 18   | Manfred Letzerich    | RFN               | 30:48,6  |       |
| 19   | Tsugumichi Suzuki    | Japonia           | 30:52,0  |       |
| 20   | János Szerényi       | Węgry             | 30:53,6  |       |
| 21   | Mustafa Musa         | Uganda            | 30:54,2  |       |
| 22   | Lajos Mecser         | Węgry             | 30:54,8  |       |
| 23   | Lutz Philipp         | RFN               | 30:57,0  |       |
| 24   | Wiaczesław Ałanow    | ZSRR              | 31:01,0  |       |
| 25   | Dave Ellis           | Kanada            | 31:06,6  |       |
| 26   | Jim Hogan            | Wielka Brytania   | 31:18,6  |       |
| 27   | Keisuke Sawaki       | Japonia           | 31:25,2  |       |
| 28   | Van Nelson           | Stany Zjednoczone | 31:40,2  |       |
| 29   | György Kiss          | Węgry             | 32:03,28 |       |
| 30   | Rafael Pérez         | Kostaryka         | 32:14,6  |       |
| 31   | Benjamin Silva-Netto | Filipiny          | 32:35,2  |       |
| –    | Rodolfo Erazo        | Honduras          | DNF      |       |
| –    | Kipchoge Keino       | Kenia             | DNF      |       |
| –    | Evan Maguire         | Nowa Zelandia     | DNF      |       |
| –    | Alifu Massaquoi      | Sierra Leone      | DNF      |       |
| –    | Willy Polleunis      | Belgia            | DNF      |       |
| –    | Edward Stawiarz      | Polska            | DNF      |       |
| –    | Kirpal Singh         | Indie             | DNS      |       |